# Hatten rundt
Hatten rundt var en serie programmer med improvisationsteater, som blev sendt på DR1 i efteråret 1997 med Søren Østergaard, Niels Olsen, Søren Hauch-Fausbøll, Torben Zeller og Claus Bue på scenen.
Publikum på Kaleidoskop i København smed små sedler med scene-titler ned i en hat, der blev sendt rundt. En tilfældig seddel blev så trukket op af hatten, og skuespillerne skabte en scene ud fra den. Gunner Frøberg stod for afviklingen bl.a. ved at bede dem synge opera eller musicalnumre, fremsige digte, holde foredrag, lave stemmer for andre på scenen, være forfattere eller spille en gammel udenlandsk film, som ingen nogensinde har set.
Hatten rundt er efterfølgeren til Så hatten passer og forgængeren til Hatten i skyggen og Hatten på Arbejde. Det er også disse komikere, som lavede Andersens julehemmelighed.
Hatten rundt er en dansk udgave af det britiske underholdningsprogram Whose Line Is It Anyway? (en), der oprindeligt blev sendt 1988-1998 og havde en lignende opbygning.